# Скотс Вали (Калифорнија)
Скотс Вали (енгл. Scotts Valley) град је у америчкој савезној држави Калифорнија. По попису становништва из 2020. у њему је живело 12.224 становника.

## Демографија
Према попису становништва из 2010. у граду је живело 11.580 становника, што је 195 (1,7%) становника више него 2000. године.
| Група             | 2000.         | 2010.         |
| Белци             | 9.694 (85,1%) | 9.265 (80,0%) |
| Афроамериканци    | 55 (0,5%)     | 101 (0,9%)    |
| Азијати           | 526 (4,6%)    | 590 (5,1%)    |
| Хиспаноамериканци | 729 (6,4%)    | 1.158 (10,0%) |
| Укупно            | 11.385        | 11.580        |